# Saint-Pamphile
Saint-Pamphile è un comune del Canada, situato nella provincia del Québec, nella regione di Chaudière-Appalaches.